# Journal de la psychanalyse de l'enfant
Le Journal de la psychanalyse de l'enfant est une revue scientifique créée en 1986 par un groupe de psychanalystes proches de l'Association psychanalytique de France, intéressés par la psychanalyse de l'enfant et désireux de proposer une ressource éditoriale en lien avec elle.

## Première série
Chaque volume de la revue est construit autour d'un thème. Elle est publiée de 1986 à 2007 aux éditions Bayard. Sa publication s'est interrompue avec le numéro 39 sur le thème de la destructivité.

## Nouvelle série
En 2011, la revue reprend, dans une nouvelle série, aux PUF avec au comité de rédaction Franck Bonelli, Louis Edy, Bernard Golse, Jean-Claude Guillaume, Didier Houzel, Fabien Joly et Anastasia Nakov. Dans l'esprit des publications d'origine, la revue reste semestrielle et thématique. Elle est diffusée par le portail Cairn.info. 
Ses objectifs sont de « transmettre les différents apports de l’exploration psychanalytique des souffrances psychiques du bébé, de l’enfant et de l’adolescent, d’exposer les recherches les plus actuelles dans ces domaines et de se faire l’écho des débats auxquels elles donnent lieu ». 

### Thèmes de numéros de la nouvelle série
- vol. 1, n° 1 (2011) : Manifeste pour la psychanalyse de l'enfant
- vol. 1, n° 2 (2011) : Psychanalyse et autisme
- vol. 2, n° 1 (2012) : Expressions corporelles et souffrance psychique
- vol. 2, n° 2 (2012) : Contenance et transformations
- vol. 3, n° 1 (2013) : Inconscient et cognition
- vol. 3, n° 2 (2013) : L'empathie
- vol. 4, n° 1 (2014) : Narcissisme 1. Corps et narcissisme
- vol. 4, n° 2 (2014) : Narcissisme 2. L'enfance de Narcisse
- vol. 5, n° 1 (2015) : Varia
- vol. 5, n° 2 (2015) : Actualité de Winnicott
- vol. 6, n°1 (2016) : Le transitionnel dans la cure
- vol. 6, n°2 (2016) : L'observation psychanalytique
- vol. 7, n°1 (2017) : La psychanalyse au défi de la thérapeutique